# ISFP

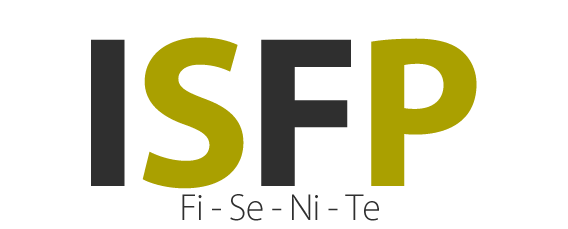
logo ISFP

ISFP (Introversion, Sensing, Feeling, Perceiving) je jeden z šestnácti osobnostních typů podle MBTI. Je označován jako Introvertní smyslový typ vnímající s převahou cítění (obdobně jako INFP typ Malý Princ z hradu prohlašující „Můj dům, můj hrad...“, kterému je v případě umělecké verzi tohoto temperamentu nejlépe v klidu při tvorbě doma v ateliéru (integrovaná osobnost víceméně bez schizofrenie),
v umělecké verzi typický skladatel, malíř, básník, režisér či spisovatel, mající rád (i) dobrodružství (dobrodružná povaha pokoušející společenské normy)
anebo ve zdravotně sociální verzi typický pečující pediatr, psycholog, lékařka, veterinář, myslivec, (humanitární) pečovatel/ka|ošetřovatel/ka, zdravotní bratr/sestra (sestřička) atp.)

## Stručný popis
Lidé typu ISFP mívají citové vnímání, velmi vyvinutý smysl pro krásu i spravedlnost, bývají neorganizovaní, nerozhodní, plaší, mírumilovní a kreativní. Obvykle se slaběji soustřeďují.

## Charakteristika
Velmi senzitivní (citlivá, až přecitlivělá ...) osobnost, která se snadno dostane do přespřílišného stresu (přepětí) anebo vyčerpání. Má neobyčejné umělecké cítění, které o sobě dává vědět v náhlých záchvěvech inspirace, které ovšem nejdou vyvolat na povel. Jejich díla jsou odrazem duševního (i fyzického, protože lidského mozkové) rozpoložení v danou chvíli (interiorizovaná imprese vnitřního otisku dojmu často geniálního jedinečného nápadu lidského mozku), tj. nejedná se o žádné představy o tom, jak bude svět vypadat v budoucnosti.
Tyto dvě hlavní kvality tento typ osobnosti předurčují buď k práci umělecké (skladatel, malíř, básník atd., přičemž už jim jde psaní souvislého textu) anebo v oboru, kde může využít svoji schopnost se vciťovat (pediatr, lékařka, veterinář, pečovovatel/ka, zdravotní bratr/sestra).
Aby byl schopen správně i dobře fungovat, potřebuje osobnostní typ ISFP pozitivní atmosféru. Nelze mu dávat časové rozvrhy a ultimáta. Žije ze dne na den a nebývá často příliš zdatný v dlouhodobém plánování (1. materiálního, 2. finančního) zajištění. Nemá často rád hierarchii a přísnou disciplínu. K oborům jako je například vojenství mívá silný odpor.
Mnoho lidí se jim rádo svěřuje, protože si všímá jejich citlivosti a vždy v nich najde pozorného posluchače. ISFP obdivuje jedince, kteří nejsou tolik ((přes)příliš) „svázáni“ s materiálním světem a žijí si víceméně po svém. Každého hodnotí podle toho, jaký žije svůj (každodenní) život.
Mají sklony (tendence) hledat nějakého duchovního vůdce anebo hnutí angažující se za dobrou věc. Musí ovšem být patřičně mírumilovné a osvobozující. Svět jim připadá často příliš složitý. Pokud by ho bylo možné (spolu)zachránit tím, že inspirativní namalují obraz, šli by|dají se nadšeně do toho.